# Лінд (Арвайлер)
Лінд (нім. Lind) — громада в Німеччині, розташована в землі Рейнланд-Пфальц. Входить до складу району Арвайлер. Складова частина об'єднання громад Альтенар.
Площа — 12,35 км2. Населення становить 552 ос. (станом на 31 грудня 2020).